# Język dogri
Język dogri (डोगरी) – język indoaryjski używany przez ok. 2,6 mln osób (2011) w Indiach, głównie w regionie Dżammu indyjskiego stanu Dżammu i Kaszmir, poza tym w stanach Pendżab, Himachal Pradesh oraz w Pakistanie. W Pakistanie język ten jest określany jako „pahari”.
Na tle języków indoeuropejskich dogri wyróżnia się tonalnością.
Dawniej uchodził za dialekt języka pendżabskiego, dziś promowany jako odrębny język literacki.
Zapisywany jest obecnie najczęściej w indyjskim alfabecie sylabicznym dewanagari lub w alfabecie arabskim.

## Status
Tradycyjnie dogri był klasyfikowany za G. Griersonem jako jeden z tzw. górskich dialektów pendżabskich i niekiedy można nadal spotkać się z tego rodzaju stwierdzeniami językoznawców, mimo że język ten został uznany w 1969 roku za niezależny język, o odrębnej  tradycji literackiej, przez Indyjską Akademię Literatury.